# Denis Roger-Marx
Pour les articles homonymes, voir Marx.
Denis Étienne Roger-Marx dit Denis Roger-Marx, né le 8 mars 1922 dans le XVIe arrondissement de Paris et mort fusillé le 25 février 1944 à Grenoble (Isère), est un  étudiant juif français, résistant des Forces unies de la jeunesse patriotique. Il est le fils de Claude Roger-Marx.

## Biographie
Denis Roger-Marx est né le 8 mars 1922 dans le XVIe arrondissement de Paris. Il est le fils de Jules, Anne, Claude, homme de lettres, critique d’art (connu sous le nom de Claude Roger-Marx) et de Florestine, Caroline, Marie Nathan. La famille habite au 1 rue Beaujon dans le 7e arrondissement de Paris.

### Seconde Guerre mondiale
Durant la Seconde Guerre mondiale, la famille Roger-Marx se réfugie en 1941 à Marseille (Bouches-du-Rhône), puis en 1943 s’installe en Isère, alors sous contrôle italien.
Denis Roger-Marx est réfractaire au Service du travail obligatoire (France) (S.T.O.)  et est résistant des Forces unies de la jeunesse patriotique (F.U.J.P).

#### Arrestation
Denis Roger-Marx est arrêté le 23 février 1944 en gare de Grenoble. Il revenait de Lyon. Il venait d’assurer une liaison. 
Il est mené à l’hôtel Suisse-et-Bordeaux situé devant la gare. 
L'hôtel réquisitionné par Aloïs Brunner à son arrivée à Grenoble, loge son équipe de police anti-juive, dans les premiers jours de février 1944. 
La Feldgendarmerie interrogea Denis Roger-Marx. Questionné sur l’adresse de ses parents, il donna une fausse adresse. Le 25 février 1944, vers midi, il est exécuté d’une balle tirée à bout-portant. Le décès est constaté par le docteur Fournier, et le certificat d’inhumation signé par le 
commissaire de police du 2ème arrondissement. Le corps est remis aux pompes funèbres municipales qui procèdent à l’inhumation.

### Hommage
- Reconnu Mort pour la France[1].

### Mémoire
Le Mémorial de Yad Vashem à Jérusalem (Israël) recense Denis Roger-Marx parmi les victimes de la Shoah.